# Гомеш Бетункал, Норберту Берсике
Норбе́рту Берси́ке Го́меш Бетункал (порт. Norberto Bercique Gomes Betuncal; род. 31 января 1998, Лиссабон), более известный как Бе́ту (порт. Beto) — бисау-гвинейский и португальский футболист, выступающий на позиции центрального нападающего. Игрок клуба «Эвертон» и национальной сборной Гвинеи-Бисау.

## Клубная карьера
Бету — воспитанник клубов «Оэйраш», «Бенифка» и «Униан Тиреш». 10 января 2016 года он дебютировал за основной состав последнего. В 2018 году Бету перешёл в «Олимпико Монтижу» из Третьего дивизиона Португалии. В своём дебютном сезоне он забил 21 гол и стал лучшим бомбардиром команды.
Летом 2019 года Бету на правах свободного агента подписал контракт на 4 года с «Портимоненсе». 9 августа в матче против клуба «Белененсеш САД» он дебютировал в Сангриш лиге. 8 ноября 2020 года в поединке против «Порту» Бету забил свой первый гол за «Портимоненсе».
Летом 2021 года на правах аренды с обязательством выкупа по окончании сезона перешёл в итальянский «Удинезе». 12 сентября 2021 года в матче против «Специи» он дебютировал в итальянской Серии A. 3 октября 2021 года в поединке против «Сампдории» Бету забил свой первый гол за «Удинезе». 3 апреля 2022 года оформил хет-трик в ворота «Кальяри» в победном для «Удинезе» матче (5:1). Всего в свой первый сезон в Италии забил 11 голов в 28 матчах чемпионата. По окончании аренды клуб выкупил трансфер игрока за 7 миллионов евро. В сезоне 2022/23 забил 10 голов за «Удинезе», став лучшим бомбардиром команды.
29 августа 2023 года перешёл в английский клуб «Эвертон», с которым подписал контракт на четыре года. Уже на следующий день нападающий дебютировал в составе нового клуба, выйдя на замену в перерыве матча Кубка Английской лиги против клуба «Донкастер Роверс», и забил свой первый гол за «Эвертон». 7 декабря 2023 года забил свой первый гол в Премьер-лиге, завершив разгром «Эвертоном» клуба «Ньюкасл Юнайтед» со счётом 3:0. Всего в сезоне 2023/24 принял участие в 30 матчах «Эвертона» (из них 9 в основном составе) в Премьер-лиге и забил три гола. В первой половине сезоне 2024/25 Бету продолжал играть не регулярно, в основном выходя на замены и проигрывая конкуренцию за место в основе «Эвертона» Доминику Калверту-Льюину, однако вскоре после смены главного тренера команды с Шона Дайча на Дэвида Мойеса и травмы Калверта-Льюина получил место в основе команды, чем сумел успешно воспользоваться и отметился голами в четырёх матчах Премьер-лиги подряд: 1 февраля оформил «дубль» в ворота «Лестер Сити» (4:0), 12 февраля забил гол в мерсисайдском дерби против «Ливерпуля» (2:2), 15 февраля отличился в победном для «Эвертона» матче против «Кристал Пэлас» (2:1), а 22 февраля поразил ворота «Манчестер Юнайтед» (2:2).

## Карьера в сборной
В октябре 2022 года был включён в расширенный состав сборной Португалии на чемпионат мира в Катаре, но в итоговую заявку команды на турнир не попал.
В октябре 2024 года, так и не дебютировав за сборную Португалии, принял предложение Федерации футбола Гвинеи-Бисау представлять на международном уровне сборную этой страны и получил вызов на матчи отборочного турнира на Кубок африканских наций 2025 против сборной Мали.

## Статистика выступлений

### Клубная
| Выступление      | Выступление                  | Выступление      | Лига | Лига | Кубок | Кубок | Кубок лиги | Кубок лиги | Итого | Итого |
| Клуб             | Лига                         | Сезон            | Игры | Голы | Игры  | Голы  | Игры       | Голы       | Игры  | Голы  |
| ---------------- | ---------------------------- | ---------------- | ---- | ---- | ----- | ----- | ---------- | ---------- | ----- | ----- |
| Униан Тиреш      | Ассоциация футбола Лиссабона | 2015/16          | 6    | 1    | 0     | 0     | 0          | 0          | 6     | 1     |
| Униан Тиреш      | Ассоциация футбола Лиссабона | 2016/17          | 0    | 0    | 0     | 0     | 0          | 0          | 0     | 0     |
| Униан Тиреш      | Ассоциация футбола Лиссабона | 2017/18          | 19   | 3    | 2     | 0     | 0          | 0          | 21    | 3     |
| Униан Тиреш      | Итого                        | Итого            | 25   | 4    | 2     | 0     | 0          | 0          | 27    | 4     |
| Олимпико Монтижу | Третья лига                  | 2018/19          | 34   | 21   | 2     | 0     | 0          | 0          | 36    | 21    |
| Олимпико Монтижу | Итого                        | Итого            | 34   | 21   | 2     | 0     | 0          | 0          | 36    | 21    |
| Портимоненсе     | Примейра-лига                | 2019/20          | 11   | 0    | 0     | 0     | 0          | 0          | 11    | 0     |
| Портимоненсе     | Примейра-лига                | 2020/21          | 30   | 11   | 1     | 0     | 0          | 0          | 31    | 11    |
| Портимоненсе     | Примейра-лига                | 2021/22          | 3    | 2    | 0     | 0     | 2          | 0          | 5     | 2     |
| Портимоненсе     | Итого                        | Итого            | 44   | 13   | 1     | 0     | 2          | 0          | 47    | 13    |
| → Удинезе        | Серия А                      | 2021/22          | 28   | 11   | 1     | 0     | 0          | 0          | 29    | 11    |
| → Удинезе        | Итого                        | Итого            | 28   | 11   | 1     | 0     | 0          | 0          | 29    | 11    |
| Удинезе          | Серия А                      | 2022/23          | 33   | 10   | 1     | 0     | 0          | 0          | 34    | 10    |
| Удинезе          | Серия А                      | 2023/24          | 1    | 0    | 1     | 1     | 0          | 0          | 2     | 1     |
| Удинезе          | Итого                        | Итого            | 34   | 10   | 2     | 1     | 0          | 0          | 36    | 11    |
| Эвертон          | Премьер-лига                 | 2023/24          | 30   | 3    | 3     | 0     | 4          | 2          | 37    | 5     |
| Эвертон          | Премьер-лига                 | 2024/25          | 30   | 8    | 2     | 1     | 2          | 1          | 34    | 10    |
| Эвертон          | Премьер-лига                 | 2025/26          | 1    | 0    | 0     | 0     | 0          | 0          | 1     | 0     |
| Эвертон          | Итого                        | Итого            | 61   | 11   | 5     | 1     | 6          | 3          | 72    | 15    |
| Всего за карьеру | Всего за карьеру             | Всего за карьеру | 226  | 70   | 13    | 2     | 8          | 3          | 247   | 75    |

### Международная
| Сборная          | Сезон            | Товарищеские | Товарищеские | Официальные | Официальные | Итого | Итого |
| Сборная          | Сезон            | Игры         | Голы         | Игры        | Голы        | Игры  | Голы  |
| ---------------- | ---------------- | ------------ | ------------ | ----------- | ----------- | ----- | ----- |
| Гвинея-Бисау     |                  |              |              |             |             |       |       |
| 2024             | 0                | 0            | 4            | 1           | 4           | 1     |       |
| 2025             | 0                | 0            | 2            | 0           | 2           | 0     |       |
| Всего за карьеру | Всего за карьеру | 0            | 0            | 6           | 1           | 6     | 1     |

### Матчи за сборную
| № | Дата            | Оппонент     | Счёт | Голы | Карточки | Минуты | Соревнование              |
| - | --------------- | ------------ | ---- | ---- | -------- | ------ | ------------------------- |
| 1 | 11 октября 2024 | Мали         | 0:1  | —    | —        | 90'    | Отборочные матчи КАН 2025 |
| 2 | 15 октября 2024 | Мали         | 0:0  | —    | —        | 90'    | Отборочные матчи КАН 2025 |
| 3 | 15 ноября 2024  | Эсватини     | 1:1  | —    | —        | 90'    | Отборочные матчи КАН 2025 |
| 4 | 19 ноября 2024  | Мозамбик     | 1:2  | 1    | —        | 90'    | Отборочные матчи КАН 2025 |
| 5 | 20 марта 2025   | Сьерра-Леоне | 1:3  | —    | —        | 75'    | Отборочные матчи ЧМ 2026  |
| 6 | 24 марта 2025   | Буркина-Фасо | 1:2  | —    | —        | 90'    | Отборочные матчи ЧМ 2026  |

Итого: 6 матчей / 1 гол; 0 побед, 2 ничьи, 4 поражения.